# موت للبيع (فلم)
موت للبيع هو فيلم مغربي للمخرج فوزي بنسعيدي عن سنة 2011. الفيلم هو اجتماعي جريئ، يُصور كيف يرغب ثلاثة من الشباب المهمش العاطل عن العمل في اختراق الحاجز الاجتماعي ولو عن طريق الجريمة، وهم خلال ذلك، ورغم دوافعهم المختلفة للسطو على محل للمجوهرات، يختلفون أيضا كثيرا مع بعضهم البعض إلى حد الشجار العنيف. صور الفيلم بتطوان شمالي المغرب.
قصة الفيلم تتحدث عن قصة ثلاثة أصدقاء ، مالك، 26 سنة، يعشق دنيا حد الجنون وبربد تخليصها من عالم الدعارة. علال، 30 سنة، يحلم بضربة العمر من خلال الاتجار بالمخدرات. سفيان، 18 سنة، كله غضب يتغذي من فكرة الانتقام من المجتمع.سرقة أكبر محلات بيع المجوهرات بمدينة تطوان هو الهدف الذي يصبو إليه الأصدقاء الثلاثة، ليس لهم في ذلك ما يخسرونه ولا يرهبهم شيء للوصول إلى غايتهم.
الفيلم من تشخيص: فهد بنشمسي، فؤاد الأبيض، محسن مالزي، إيمان مشرافي، فوزي بنسعيدي.
تم عرض الفيلم بالمهرجان الدولي للفيلم بمراكش بدورته لسنة 2011.

## هوامش ومصادر
1. 1 2  الجزيرة الوثائقية> متابعات> فيلمان من المغرب: "علىالحافى" و"موت للبيع"  نسخة محفوظة 03 يوليو 2017 على موقع واي باك مشين.
2. 1 2  www.festivalmarrakech.info> فيلم عاشقة من الريف يفتتح المهرجان، وموت للبيع في الختام [وصلة مكسورة] نسخة محفوظة 11 أغسطس 2014 على موقع واي باك مشين.

## روابط خارجية
- مقالات تستعمل روابط فنية بلا صلة مع ويكي بيانات